# Un Américain à Paris (Gershwin)
Pour les articles homonymes, voir Un Américain à Paris.
An American in Paris (en français Un Américain à Paris) est une œuvre classique symphonique du compositeur américain George Gershwin.

## Histoire
L'œuvre (uniquement orchestrale) s'inspire du séjour de Gershwin à Paris. La conception musicale est celle d'un poème symphonique évoquant les lieux et la vie de la capitale française dans les années 1920.
La partition a été donnée pour la première fois au Carnegie Hall de New York le 13 décembre 1928 devant 2 800 spectateurs. En 1951, le réalisateur Vincente Minnelli intègre l'œuvre à un film du même nom. L'acteur et danseur Gene Kelly participe à l'adaptation chorégraphique. Son interprétation lui vaut un Oscar. Deux ans plus tard, l'œuvre provoque un scandale lors de sa première européenne à Londres.
En 2014, Un Américain à Paris devient pour la première fois une œuvre scénique. Elle procède du film. La création mondiale a eu lieu au Théâtre du Châtelet en décembre 2014 et a été mise en scène par Christopher Wheeldon.

## Orchestration
En plus des instruments habituels de l'orchestre symphonique, Gershwin utilise des klaxons d'automobile. Pour la première new-yorkaise, le compositeur avait ramené de Paris des klaxons de taxi. La pièce requiert également des instruments plus rarement utilisés comme le célesta et les saxophones.
La partition originale est écrite pour 3 flûtes (la 3e jouant aussi le piccolo), 2 hautbois, 1 cor anglais, 2 clarinettes en si♭, 1 clarinette basse, 2 bassons, 4 cors, 3 trompettes, 3 trombones, 1 tuba, 4 percussions, 1 xylophone jouant aussi du glockenspiel, 1 célesta, 3 saxophones (alto, ténor et baryton) et l'orchestre à cordes.

## Analyse
La pièce est d'une durée approximative de 19 minutes. Elle comporte trois parties principales. La première (jusqu'à 7 minutes), une promenade d'un touriste américain sur les Champs-Élysées entrecoupée d'une querelle entre taxis, flânerie devant des music-halls puis enfin pause à la terrasse d'un café du Quartier Latin. La deuxième partie (jusqu'à 14 minutes), un blues sur un solo de trompette bouchée, nous transporterait dans un parc tel le Jardin du Luxembourg. Thème nostalgique où l'Américain rêve du pays natal. La dernière partie où le touriste rencontre un compatriote avec lequel il échange ses impressions expose la reprise de tous les thèmes antérieurs élaborés au cours de la pièce.

## Distinction
Le premier enregistrement de l’œuvre en 1929 par la Victor Talking Machine Company avec Nathaniel Shilkret comme chef d'orchestre a reçu le Grammy Hall of Fame Award en 1997. 